# Kourtney Keegan
Kourtney Jean Keegan (nascida em 7 de setembro de 1994) é uma tenista norte-americana.
Keegan fez sua estreia na chave principal do Grand Slam no Aberto dos Estados Unidos de 2016 competindo nas duplas em parceria com Brooke Austin. Cursa a Universidade da Flórida desde 2013.